# Докер
«Докер» — радянський художній фільм 1973 року, знятий на кіностудії «Ленфільм».
Фільм вийшов в прокат в УРСР у 1973 році з українським дубляжем від Кіностудії Довженка. Станом на 2020 український дубляж фільму досі не знайдено та не відновлено.

## Сюжет
Герою фільму — сімнадцять. Він, як і більшість його однолітків, мріє про подвиг і славу. Але перші труднощі і допомога тих, кого він зустрів і полюбив на першій своїй роботі в порту, приводять юнака до роздумів про важливість щоденних справ…

## У ролях
- Євген Леонов-Гладишев — Гриша Пєтушков «Докер»
- Марина Джанашія — Нана
- Микола Гриценко — Іван Степанович
- Юхим Копелян — старший
- Ролан Биков — Агапов
- Олена Санаєва — Варвара
- Ігор Єфімов — Романтюк
- Микола Кузьмін — Марков
- Аркадій Пишняк — Гаджиєв
- Олексій Смирнов — експедитор
- Борис Тихонов — здоровань
- Гіві Тохадзе — начальник причалу
- Григорій Буймістр — циган
- Олег Хроменков — охоронець
- Гелена Івлієва — епізод
- Володимир Скоропад — епізод
- Вадим Вільський — епізод

## Знімальна група
- Режисер — Юрій Рогов
- Сценарист — Георгій Холопов
- Оператори — Євген Мєзєнцев, Ернст Яковлєв
- Композитор — Олександр Мнацаканян
- Художник — Михайло Кроткін